# ديفيد بيكروفت
ديفيد بيكروفت (بالإنجليزية: David Beecroft)‏ هو ممثل أمريكي، ولد في 26 أبريل 1955 في وارويك في الولايات المتحدة.

## وصلات خارجية
- ديفيد بيكروفت على موقع IMDb (الإنجليزية)
- ديفيد بيكروفت على موقع قاعدة بيانات الفيلم (الإنجليزية)